# Kostel svatého Michaela (Chožov)
Kostel svatého Michaela v Chožově v okrese Louny v Ústeckém kraji je zbořený farní kostel Římskokatolické farnosti Chožov. Byl jižnějším z dvojice kostelů v obci.

## Popis
Starobylý kostel byl postaven původně v románském slohu. Nový kostel byl jednoduchou neslohovou stavbou s obdélnou lodí a půlkruhově uzavřeným presbytářem. K severní stěně byla připojena obdélná sakristie. Loď i presbytář byly zpevněny opěrnými pilíři. K západnímu průčelí byla připojena hranolová věž. Interiér byl přístupný portálem v západním průčelí, zvýrazněném několika schody. V jeho západní části byla vestavěna zděná kruchta nesená dvěma sloupy. K nejcennějším kusům mobiliáře patřil oltářní obraz svatého Michaela od Petra Brandla. Původní varhany z roku 1699 byly nahrazeny v roce 1787 nástrojem přeneseným ze zámeckého kostela v Duchcově. V kostele se dochoval i pozdně renesanční náhrobník z červeného mramoru z roku 1611.
Kostel stál na pahorku šikmo vlevo nad kaplí, věž v průčelí směřovala z návsi. Dne 16. července 1968 se ve 12.50 zřítila věž (praskl nosník nade dveřmi) a zničila přilehlý dům. Kostelní loď zůstala stát. Okresní národní výbor uvolnil sedmdesát tisíc korun na demolici kostela pro narušení statiky budovy spodní vodou. 27. a 28. listopadu 1968 došlo ke dvěma odstřelům. Prvním byla demolována část lodi přiléhající k věži, druhý den pak zadní část lodi. Trosky kostela byly odvezeny do Šafrovy rokle, část inventáře převezena do Orasic, část do Loun.